# Rio Breazova (Bârzava)
O Rio Breazova é um rio da Romênia afluente do Rio Barzava, localizado no distrito de Caraş-Severin.